# Juventude Atlética de Rio Meão

## Localização
A Juventude Atlética de Rio Meão é um clube regional desportivo português, com sede na freguesia de Rio Meão, Município de Santa Maria da Feira, Distrito de Aveiro.

## Sobre
A Juventude Atlética de Rio Meão é uma associação sem fins lucrativos vocacionada para o Desporto.

## História
Este clube foi fundado a 01 de Dezembro de 1976 o seu atual presidente é Nelson Egídio e o vice-presidente é José Oliveira.
Este clube situado na freguesia de Rio Meão tem no seu histórico um título da Taça de Aveiro na época 1997/98.
Na época 2024/25 a Juventude Atlética de Rio Meão venceu o Campeonato Distrital Sub 13 de futebol de 9 e a Divisão Silver do Campeonato Distrital Sub 12 de futebol 9.

## Estádio/Campo de jogos
Campo Padre Joaquim Sousa Lamas

## Marca do equipamento
Caracal 